# Jüri Tamm
Jüri Tamm, född 5 februari 1957 i Pärnu i Estniska SSR, död 22 september 2021, var en estnisk friidrottare som tävlade i släggkastning för Sovjetunionen. Han blev senare politiker. 
Tamms genombrott kom under 1980 då han kastade 80,46 i en tävling och då slog Jurij Sedychs världsrekord. I samma tävling kastade Sedych emellertid 80,64 och tog tillbaka världsrekordet. 
Tamm deltog vid Olympiska sommarspelen 1980 och blev där trea bakom landsmännen Sedych och Sergej Litvinov. Vid VM 1987 i Rom slutade han på andra plats bakom Litvinov. 
Han deltog vid Olympiska sommarspelen 1988 i Seoul där han åter blev trea,  även denna gång var det Litvinov och Sedych som slog honom. 
Vid Olympiska sommarspelen 1992 deltog han för Estland och slutade där på en femte plats efter att ha kastat 77,52 meter. Vid Olympiska sommarspelen 1996 deltog han men denna gång tog han sig inte vidare till finalen.
Efter idrottskarriären var han ledamot av det estniska parlamentet Riigikogu mellan 1999 och 2003 för Socialdemokratiska partiet.

## Personliga rekord
- Släggkastning - 84,40 meter